# Officiële feestdagen in Hongkong
Er bestaan zeventien officiële feestdagen in Hongkong. Deze zijn vastgesteld door de overheid van Hongkong.
De zeventien nationale vrije dagen (Traditioneel Chinees: 公眾假期), ook wel beursvakantiedagen (Bank Holidays) (Traditioneel Chinees: 銀行假期), zijn vastgesteld door de General Holidays Ordinance.
| Datum                                                         | Feestdagen in het Nederlands                   | Feestdagen in het Engels                                  | Feestdagen in het Traditioneel Chinees |
| ------------------------------------------------------------- | ---------------------------------------------- | --------------------------------------------------------- | -------------------------------------- |
| Elke zondag                                                   | Zondag                                         | Sunday                                                    | 星期日                                 |
| 1 januari                                                     | Nieuwjaar                                      | New Year                                                  | 新年（元旦）                           |
| 1e dag van de 1e maand (Chinese kalender)                     | Eerste dag van Chinees Nieuwjaar               | Chinese New Year's Day                                    | 農曆年初一                             |
| 2e dag van de 1e maand (Chinese kalender)                     | Tweede dag van Chinees Nieuwjaar               | Second day of Chinese New Year                            | 農曆年初二                             |
| 3e dag van de 1e maand (Chinese kalender)                     | Derde dag van Chinees Nieuwjaar                | Third day of Chinese New Year                             | 農曆年初三                             |
| 5 april (4 april in schrikeljaren)                            | Qingming Festival                              | Ching Ming Festival                                       | 清明節                                 |
|                                                               | Goede Vrijdag                                  | Good Friday                                               | 耶穌受難節                             |
|                                                               | Dag na Goede Vrijdag                           | Day following Good Friday                                 | 耶穌受難節翌日                         |
|                                                               | Paasmaandag                                    | Easter Monday                                             | 復活節星期一                           |
| 1 mei                                                         | Dag van de arbeid                              | Labour Day                                                | 勞動節                                 |
| 8e dag van de 4e maand van de maankalender (Chinese kalender) | Verjaardag van Boeddha                         | Buddha's Birthday                                         | 佛誕                                   |
| 5e dag van de 5e maand van maankalender (Chinese kalender)    | Drakenbootfestival/Duanwufeest                 | Dragon Boat Festival (Tuen Ng Festival)                   | 端午節                                 |
| 1 juli                                                        | Herenigingsdag van Hongkong                    | Hong Kong Special Administrative Region Establishment Day | 香港特別行政區成立紀念日               |
| 16e dag van de 8e maand van maankalender (Chinese kalender)   | Dag na Midherfstfestival                       | Day following the Mid-Autumn Festival                     | 中秋節翌日                             |
| 1 oktober                                                     | Nationale Feestdag van de Volksrepubliek China | National Day of the People's Republic of China            | 中華人民共和國國慶節                   |
| 9e dag van de 9e maand van de maankalender (Chinese kalender) | Chongyang Festival                             | Chung Yeung Festival                                      | 重陽節                                 |
| 25 december                                                   | Kerstmis                                       | Christmas Day                                             | 聖誕節                                 |
| 26 december                                                   | Tweede Kerstdag (Boxing Day)                   | Day following Christmas (Boxing Day)                      | 聖誕節翌日                             |